# Hector David Jr.
Hector David Rivera Jr. (* 10. Juli 1989 in New Haven, New Haven County, Connecticut) ist ein US-amerikanischer Schauspieler und Synchronsprecher. Einem breiten Publikum wurde er ab 2011 als Darsteller des Mike alias Green Samurai Ranger im Power-Rangers-Samurai-Franchise bekannt.

## Leben
David Jr. wurde am 10. Juli 1989 in New Haven geboren. 2010 begann er seine Schauspielkarriere mit Nebenrollen in den Filmen Percy Jackson – Diebe im Olymp und Das total versaute Cheerleader Camp. Ab 2011 bis 2012 stellte er die Rolle des Mike / Green Samurai Ranger in insgesamt 46 Episoden der Fernsehserie Power Rangers Samurai dar. Auch sprach er die Stimme seiner Rolle in zwei Computerspielen ein. Die Rolle wiederholte er bis einschließlich 2015 in mehreren Filmen zu den Power Rangers Samurai und in einer Episodenrollen der Fernsehserie Power Rangers Megaforce und deren Film Power Rangers Super Megaforce: The Legendary Battle aus dem Jahr 2015. Im selben Jahr stellte er die Rolle des Vance im Horrorfilm Killer Beach dar. Zuvor wirkte er in 26 Episoden der Fernsehserie East Los High in der Rolle des Cristian Camacho mit. In den nächsten Jahren folgten Besetzungen in zwei Episoden der Fernsehserie The Bay in der Rolle des Gerardo und kleinere Rollen in Kurz- und Spielfilmen.

## Filmografie (Auswahl)
- 2010: Percy Jackson – Diebe im Olymp (Percy Jackson & the Olympians: The Lightning Thief)
- 2010: Das total versaute Cheerleader Camp (#1 Cheerleader Camp)
- 2011–2012: Power Rangers Samurai (Fernsehserie, 46 Episoden)
- 2012: Power Rangers Samurai: A New Enemy (vol. 2)
- 2012: Power Rangers Dubstep (Kurzfilm)
- 2013: Power Rangers Samurai: Clash of the Red Rangers – The Movie
- 2013: East Los High (Fernsehserie, 26 Episoden)
- 2013: Shadow Wars (Kurzfilm)
- 2014: Power Rangers Megaforce (Fernsehserie, Episode 2x20)
- 2014: The Dead Diaries (Fernsehserie, Episode 1x04)
- 2015: Power Rangers Super Megaforce: The Legendary Battle
- 2015: Killer Beach (The Sand)
- 2018: Papa
- 2018: Valcorian (Kurzfilm)
- 2019: The Bay (Fernsehserie, 2 Episoden)
- 2020: Ecstasy Outlaws (Kurzfilm)
- 2021: Keeping Up with the Joneses (Miniserie, Episode 1x01)
- 2021: Our Kind (Kurzfilm)
- 2022: Der Vater der Braut (Father of the Bride)
- 2024: The Merry Gentlemen

## Synchronisationen (Auswahl)
- 2011: Power Rangers Samurai (Computerspiel)
- 2012: Power Rangers Super Samurai (Computerspiel)